# Карандаш на льоду
«Карандаш на льоду» (рос. Карандаш на льду) — радянський короткометражний чорно-білий комедійний художній фільм 1948 року, знятий режисером Володимиром Немоляєвим.

## Сюжет
Комедія. Екранізація циркової вистави за участю видатного радянського клоуна Карандаша.

## У ролях
- Михайло Рум'янцев — клоун Карандаш (озвучив Ераст Гарін)
- Людмила Целіковська — Наталка
- Євген Леонов — двірник
- Світлана Немоляєва — вболівальниця
- Леонід Кулаков — чоловік на ковзанці
- Михайло Гродський — уболівальник
- Наталія Цвєткова — Клава
- Володимир Уральський — уболівальник

## Знімальна група
- Режисер — Володимир Немоляєв
- Сценарист — Валентина Ладигіна
- Оператор — Самуїл Рубашкін
- Композитор — Сигізмунд Кац
- Художник — А. Шелапутіна